# Arnaud Berquin
Pour les articles homonymes, voir Berquin.
Arnaud Berquin, né à Bordeaux le 25 septembre 1749 et mort à Paris le 21 décembre 1791, est un écrivain, dramaturge et pédagogue français.

## Biographie
Arnaud Berquin est né à Bordeaux, où il fut baptisé le jour de sa naissance, à la paroisse Saint-André, et non, comme l’ont écrit erronément différents auteurs à Langoiran où il possédait une maison de campagne. Il était le fils de Jean Berquin, négociant à Bordeaux et de Thérèse Mansecal dont la famille comptait des magistrats du parlement de Toulouse, dont le plus connu est Jean de Mansencal.
Berquin était le précepteur des deux filles de l’éditeur Charles-Joseph Panckoucke, et il collaborait au Mercure de France, dont ce dernier était le propriétaire, puis au Moniteur universel dès sa création en 1789.
Berquin débuta par deux recueils poétiques, les Idylles et les Romances. Bientôt, vouant sa plume à l’instruction des enfants qu’il aimait beaucoup, il publia successivement l’Ami des enfants, l’Ami de l’adolescence, l’Instruction particulière à la connaissance de la nature (traduction libre de l’anglais de Miss Trimmer), Sandford et Merton (traduction de l’œuvre de Thomas Day), le Petit Grandisson, la Bibliothèque des villages, le Livre de famille.
Connu en particulier pour son Ami des enfants, il se spécialise dans la littérature pour la jeunesse. Ses livres pour enfants ont joui d’une grande popularité et ont été très souvent réimprimés tout au long du XIXe siècle et traduits, notamment en allemand par la princesse Alexandra de Bavière.
C’est à l’Ami des enfants que l’Académie décerna, en 1784, le prix institué pour l’ouvrage le plus utile qui eût paru dans l’année. Berquin a largement imité les ouvrages du pédagogue allemand de Weisse. Inversement, l'Ami des enfants a été traduit en allemand.
Berquin fut, pendant quelque temps, un des rédacteurs du Moniteur, et il travailla avec Ginguené et Grouvelle, à la Feuille villageoise. Berquin fut proposé en 1791 comme un des candidats aux fonctions d’instituteur du prince royal, mais il mourut la même année.
La meilleure édition des Œuvres de Berquin est sans nul doute celle donnée en 1803 par M. Renouard. M. Renouard a réuni sous le titre commun d’Ami des enfants, l’Ami des enfants et l’Ami de l’adolescence. Il a rangé dans un ordre raisonné et proportionné aux progrès de l’intelligence, les contes et drames que Berquin livrait tous les mois à ses souscripteurs dans de petits volumes de 144 pages, en ne consultant le plus souvent, comme on le conçoit, que l’étendue des pièces. Quelques morceaux ont été distraits pour être compris dans la Bibliothèque des villages dont l’auteur n’avait donné que 5 numéros, et la pièce intitulée le Système du monde a été jointe à l’introduction familière à la connaissance de la nature.
Le graveur Antoine Borel illustra les œuvres complètes de Berquin.
En 1850 à Constantinople, le lexicographe Nassif Mallouf publie sous le titre Kitab-i der-hakk-i sibyan ve Sabavet une traduction en turc des Conversations, historiettes et contes de Berquin ; c'est le premier livre pour enfants dans l'empire ottoman. La première partie de 103 pages est en turc, le seconde de 90 pages, Historiettes par Berquin, est en français,

## Œuvres
- Idylles (1775)
- Pygmalion, scène lyrique de Jean-Jacques Rousseau, mise en vers par M. Berquin (1775)
- Choix de tableaux, tirés de diverses galeries anglaises (1775)
- Romances (1776)
- Idylles, romances et autres poésies de Berquin (1803)

Sélection d’ouvrages pour la jeunesse
- L’Ami des enfans (12 volumes, 1782-1783) Texte en ligne
- L’Ami de l’adolescence (4 volumes, 1784-1785) Texte en ligne 1 2
- Introduction familière à la connaissance de la nature (1784) Texte en ligne
- Sandford et Merton, traduction libre de l’anglois (de Thomas Day) (7 volumes, 1786-1787) Texte en ligne
- Le Petit Grandisson, traduction libre du hollandais (2 volumes, 1787) Texte en ligne
- Lydie de Gersin, ou Histoire d’une jeune anglaise de huit ans, pour servir à l’instruction et à l’amusement des jeunes Françaises du même âge Texte en ligne
- François et Antonin Texte en ligne
- La Ville et la campagne Texte en ligne
- Le Conteur de l’enfance, lectures religieuses, morales, historiques Texte en ligne
- Le Berquin des petits enfants Texte en ligne

Théâtre
- Médée, mélodrame, imité de l’allemand de M. Gotter par M. Berquin (1781)
- Le Bon Fils, ou le Soldat parvenu, drame en deux actes imité de l’allemand de M. Engel et tiré du 8e vol. de l’Ami des enfants, Paris, Théâtre de l’Ambigu-Comique, 20 août 1782
- Le Soldat prussien, comédie en 3 actes et en prose, traduite de l’allemand, par M. Berquin et arrangée pour la scène française par M. Dumaniant (A.-J. Bourlin), Paris, Théâtre du Palais Royal, 1er décembre 1789
- Œuvres complètes de Berquin (17 volumes publiés par Antoine-Augustin Renouard, 1803
- Œuvres complètes de Berquin (en 4 tomes publiées en 1836 par Henriot, éditeur à Paris). Nonvelle édition ornée de 200 Vignettes gravées et dessinées par les meilleurs Artistes.

t. 1 : Avertissement de l’auteur, L’ami des enfans. t. 2 : L’ami des enfans.
t. 3 : Le livre de famille, Bibliothèque des villages, Choix de lectures.
t. 4 : Introduction à la connaissance de la nature, Lydie de Gersin, Sandford et Merton, Le  petit Grandisson, Idylles, Romance.

## Pour approfondir